# 奧斯汀·埃克羅特
奧斯汀·埃克羅特（英語：Austin Eckroat，1999年1月12日—），是一位美國的高爾夫球運動員，現在參加PGA巡迴賽的賽事。他在2021年成為職業選手，並已經贏得2個PGA巡迴賽的冠軍。